# وایلدرنس، کیپ غربی
وایلدرنس، کیپ غربی (به لاتین: Wilderness, Western Cape) یک شهرک در آفریقای جنوبی است که در George Local Municipality واقع شده‌است.